# Zola Jesus
Zola Jesus, pseudonimo di Nika Roza Danilova (nata Nicole Rose Hummel; Phoenix, 11 aprile 1989), è una cantautrice statunitense di origine russa.

## Biografia
Di origine russa, ma di nazionalità statunitense, Nika Roza Danilova è cresciuta a Merrill, nel Wisconsin, dove ha iniziato ad intraprendere lezioni di canto e lirica all'età di 7 anni.
Il nome d'arte Zola Jesus, unisce i nomi di due personalità che lei considera dei punti di riferimento: lo scrittore francese Émile Zola e Gesù Cristo.
Ispirata da artisti come Ian Curtis, Lydia Lunch, Diamanda Galás, Throbbing Gristle e Swans, ha iniziato a registrare a casa, utilizzando tastiere, drum machine e qualsiasi altra cosa avesse a portata di mano. Ha debuttato nel 2008 pubblicando i singoli Poor Sons (Die Stasi) e Soeur Sewer (Sacred Bones Records). Si è poi trasferita all'Università del Wisconsin-Madison, dove ha studiato francese e filosofia.
Nel 2009 ha registrato l'album d'esordio The Spoils nel suo appartamento, pubblicato in maniera indipendente nel luglio di quell'anno e un anno dopo ristampato da Sacred Bones Records. Ha intrapreso poi il suo primo tour, in cui ha stabilito una stretta collaborazione con i Former Ghosts (contribuendo all'album Fleurs nel 2009 e all'album New Love nel 2010) e con Fever Ray dei Knife. Nello stesso periodo ha aperto anche i concerti di xx. Sempre nel 2009 ha pubblicato inoltre due EP: New Amsterdam (Sacred Bones Records) e Tsar Bomba (Troubleman Unlimited Records).
Nel marzo 2010 ha pubblicato l'EP Stridulum, costituito da 6 tracce e ispirato dal film omonimo del 1979 diretto da Giulio Paradisi. A questa uscita ha fatto seguito la partecipazione, per la seconda volta, al prestigioso festival South by Southwest. Nell'ottobre dello stesso anno ha pubblicato un altro EP, Valusia, e ha collaborato con LA Vampires nello split album LA Vampires Meets Zola Jesus. Sempre nel 2010 lavora con il gruppo Fucked Up, collaborando al singolo Year of the Ox
Il secondo LP ufficiale Stridulum II, che ha visto la luce nell'agosto 2010, è stato prodotto da Alex DeGroot e pubblicato dall'etichetta tedesca Souterrain Transmissions. Il disco contiene tutte le 6 tracce di Stridulum e le 4 di Valusia, riarrangiate. Il disco è stato considerato un capolavoro dark da riviste specializzate come NME e Q, che lo hanno portato subito all'attenzione del pubblico.
Nel 2011 ha collaborato con i M83, partecipando all'album Harry Up, We're Dreaming, e con i Prefuse 73 per l'album The Only Direction She Chapters.
Il terzo LP, il secondo di inediti, Conatus, è uscito nel settembre 2011 nel Regno Unito e in ottobre negli Stati Uniti pubblicato dalla Sacred Bone Records. L'album è stato prodotto dalla stessa Danilova e da Brian "Nudge" Foote. Nello stesso anno Zola Jesus ha collaborato al brano Intro degli M83, inserito nell'album Hurry Up, We're Dreaming e ha cantato in New France degli Orbital, brano inserito nell'album Wonky del 2012.
Il 19 agosto 2013 (il 20 negli Stati Uniti) è stato pubblicato l'album Versions che raccoglie rielaborazioni acustiche di brani del suo repertorio. A questo disco ha collaborato il produttore australiano JG Thirlwell.
Il 6 ottobre 2014, per la Mute Records, è uscito il quinto album in studio dell'artista, Taiga. Il disco è stato anticipato dalla pubblicazione del singolo Dangerous Days, il cui video è stato diretto da Timothy Saccenti.
l'8 settembre 2017 è uscito Okovi, disco che sancisce il ritorno dell'artista alla Sacred Bones Records.

## Formazione
La formazione con cui Zola Jesus si esibisce dal vivo è la seguente: 
- Zola Jesus - voce, sintetizzatore
- Alex DeGroot - elettronica, programmazione
- Nick Turco - sintetizzatore
- Kim libero - violino

## Discografia

### Album in studio
- 2009 - The Spoils
- 2009 - Untitled (con Burial Hex)
- 2010 - LA Vampires Meets Zola Jesus (con LA Vampires)
- 2010 - Stridulum II
- 2011 - Conatus
- 2013 - Versions
- 2014 - Taiga
- 2017 - Okovi
- 2018 - Okovi: Additions
- 2022 - Arkhon

### EP
- 2009 - New Amsterdam
- 2009 - Tsar Bomba
- 2010 - Stridulum
- 2010 - Valusia
- 2012 - New France (con gli Orbital)

### Singoli
- 2008 - Soeur Sewer
- 2008 - Poor Sons
- 2010 - Poor Animal
- 2010 - Night
- 2010 - Sea Talk
- 2011 - Seekir
- 2011 - Vessel
- 2011 - Days Grow Older
- 2012 - In Your Nature
- 2013 - Avalanche (Slow) (con James George Thirlwell e Mivos Quartet)
- 2013 - Fall Back
- 2014 - Dangerous Days
- 2014 - Dangerous Days Remixes
- 2014 - Go (Blank Sea - remixes)
- 2014 - Dust/Prowler (split con The Tea Heads)
- 2015 - Hunger
- 2017 - Exhumed
- 2017 - Soak
- 2017 - Siphon